# Pomnik Leonīdsa Vīgnersa w Rydze
Pomnik Leonīdsa Vīgnersa – pomnik dyrygenta i kompozytora Leonīdsa Vīgnersa (łot. Leonīds Vīgners), usytuowany w stolicy Łotwy Rydze.

## Opis
Pomnik położony jest na terenie parku Bastejkalns (Góra Bastionowa), znajdującym się na wschodnim krańcu Starego Miasta w Rydze. Na północ od parku usytuowany jest gmach Łotewskiej Opery Narodowej. 
Pomnik wysokości 2,45 metra składa się z popiersia przedstawiającego Leonidsa Vīgnersa, które umieszczono na granitowym cokole. Został odsłonięty 3 maja 2007 roku. Popiersie zostało wykonane wcześniej, w 1955 roku przez rzeźbiarkę Leę Davidovą-Medene. Inicjatorami pomysłu wykorzystania popiersia i stworzenia pomnika była córka Leonīdsa Vīgnersa, Daina Vīgnere i jego syn Ivars Vīgners.
Rzeźbiarz Dzintars Lemhens wykonał gipsowy odlew popiersia, który następnie posłużył za formę do wykonania pomnika. Metaloplastykę wykonał Guntis Dubavs. Przy budowie pomnika zaangażowany był architekt Edvīns Vecumnieks.
Na cokole pod popiersiem znajduje się napis w języku łotewskim:
LEONĪDS
VĪGNERS
DIRIGENTS
KOMPONISTS
PROFESORS
1906 2001